# شهرستان لینکلن (میسیسیپی)
شهرستان لینکلن، میسیسیپی (به انگلیسی: Lincoln County, Mississippi) یک سکونتگاه مسکونی در ایالات متحده آمریکا است که در ایالت میسیسیپی واقع شده‌است.